# Árpád Tóth
Pour les articles homonymes, voir Tóth.
Dans le nom hongrois Tóth Árpád, le nom de famille précède le prénom, mais cet article utilise l’ordre habituel en français Árpád Tóth, où le prénom précède le nom.
Árpád Tóth, né le 14 avril 1886 à Arad et décédé le 7 novembre 1928 à Budapest, est un poète et traducteur hongrois. 

## Biographie
Il passe son enfance à Debrecen où sa famille s'est installée alors qu'il avait trois ans. De santé précaire, il sera marqué toute sa vie par la maladie (la tuberculose, dont il décédera) et la pauvreté. 
En 1905, il s'inscrit à la faculté de lettres de l'Université de Budapest, et en 1907 fait paraître des poèmes dans les journaux A Hét (La Semaine) et Vasárnapi Újság (Journal du Dimanche), puis à partir de 1908 dans la revue Nyugat (Ouest). Cependant, des soucis matériels l'amènent à abandonner ses études. De retour à Debrecen en 1909, il devient critique de théâtre pour le journal Debreceni Független Újság (Journal indépendant de Debrecen), et en 1911 collabore au Debreceni Nagy Újság (Grand journal de Debrecen).
En 1913, il se rend à Budapest où il exerce comme tuteur dans une famille aisée ; il perçoit des émoluments pour ses traductions, mais reste dans la précarité. En 1915-1916, pendant la guerre, il est soigné dans un sanatorium des Tatras grâce au mécène Lajos Hatvany. 
Après la Première Guerre mondiale, en 1919, il salue l'avènement du gouvernement révolutionnaire par un poème intitulé Az új Isten (Le nouveau Dieu) ; il est choisi comme secrétaire de l'Académie Vörösmarty, puis perd sa place après la chute des Conseils. Il connaît alors une période difficile au point de songer au suicide. Cependant, en 1921, il rejoint la rédaction du grand quotidien Est.

## Œuvre
Árpád Tóth fut l'un des poètes majeurs de l'époque de Nyugat où il publia la plupart de ses œuvres. Son héritage poétique (A. Karátson) comprend quatre recueils parus de son vivant, un cinquième composé de poèmes posthumes et de fragments, et un volume d'adaptations de poètes allemands, anglais et français. Il publia aussi neuf nouvelles. 
Sa poésie est marquée par la tristesse et la mélancolie, tonalité dominante de son œuvre. Elle dénote l'influence des courants qui, dans la seconde moitié du XIXe siècle, ouvrirent la voie à l'école symboliste. Tóth avait une prédilection pour le poète symboliste « décadent » Albert Samain (mort de la tuberculose en 1900).
Tóth fut un grand traducteur et adaptateur littéraires. Il traduisit notamment Edgar Poe, Oscar Wilde, Shelley, Keats, Rilke, Verlaine, Baudelaire (53 poèmes adaptés des Fleurs du mal), Flaubert, Gautier, Maupassant, Tchekhov. On lui doit la version hongroise d'Aucassin et Nicolette.